# Early Takes: Volume 1
Early Takes: Volume 1 è un album compilation di brani registrati da George Harrison, pubblicato il 1º maggio 2012.

## Il disco
Le tracce, prevalentemente versioni iniziali o alternative di brani del periodo di All Things Must Pass, erano state originariamente incluse nella versione deluxe della colonna sonora del documentario del 2011 di Martin Scorsese intitolato George Harrison: Living in the Material World.

### Pubblicazione
L'album è stato pubblicato il 1º maggio 2012 dall'etichetta Hip-O Records in formato CD, LP, e download digitale. Nell'ottobre 2011, l'album era stato già incluso nell'edizione deluxe in Blu-ray, DVD, e CD del documentario di Scorsese pubblicata nel Regno Unito.

### Accoglienza
Il disco debuttò alla posizione in classifica numero 66 in Gran Bretagna e alla posizione numero 20 della classifica statunitense Billboard 200, con vendite di circa 18000 copie, dando ad Harrison il miglior piazzamento in classifica nella Billboard 200 sin dai tempi di Brainwashed nel 2002.

## Tracce
- Tutti i brani sono opera di George Harrison, eccetto dove indicato.

1. My Sweet Lord (Demo) - 3:33
2. Run of the Mill (Demo) - 1:56
3. I'd Have You Anytime (Early Take) (Harrison, Bob Dylan) - 3:06
4. Mama You've Been on My Mind (Demo) (Dylan) - 3:04
5. Let It Be Me (Demo) (Gilbert Bécaud, Mann Curtis) - 2:56
6. Woman Don't You Cry for Me (Early Take) - 2:44
7. Awaiting On You All (Early Take) - 2:40
8. Behind That Locked Door (Demo) - 3:29
9. All Things Must Pass (Demo) - 4:48
10. The Light That Has Lighted the World (Demo) - 2:23